# River's 543
《River's 543》，是台湾漫畫家RIVER'S画的漫画，漫画表现是作者将日常生活加上无厘搞笑的调制。每周于新浪网连载发布，单行本销量突破200万册。从2001年连载至今。

## 人物
電話男，駭客，小白，重考男，阿雀姨，老板娘，槍神，春田，小多，藍起司，糯米塔，不衛生老闆